# نيك باكي
نيك باكي (بالإنجليزية: Nick Bakay)‏ هو منتج أفلام ومعلق رياضي وكاتب سيناريو وممثل أمريكي، ولد في 8 أكتوبر 1959 في الولايات المتحدة.

## أعمال

### أفلام
- (2011) حارس الحديقة[4]
- (2015) شرطي المجمع التجاري 2[5][6]

### مسلسلات
- أم
- الساحرة المراهقة سابرينا
- صابرينا

## وصلات خارجية
- نيك باكي على موقع IMDb (الإنجليزية)
- نيك باكي على موقع ألو سيني (الفرنسية)
- نيك باكي على موقع ميوزك برينز (الإنجليزية)
- نيك باكي على موقع أول موفي (الإنجليزية)
- نيك باكي على موقع قاعدة بيانات الأفلام السويدية (السويدية)
- نيك باكي على موقع إن إن دي بي (الإنجليزية)
- نيك باكي على موقع قاعدة بيانات الفيلم (الإنجليزية)
- نيك باكي على موقع كينوبويسك (الروسية)